# Pest Control
Pest Control est un groupe britannique de rock, originaire de Leeds, dans le Yorkshire de l'Ouest, en Angleterre. Ils sortent un album studio, en plus de leur démo de 2020. En 2023, un article de Dom Lawson, auteur de Metal Hammer, qualifie Pest Control de « groupe le plus excitant du Royaume-Uni en ce moment ».

## Histoire
Leah Massey-Hay, Joseph Kerry et Ben Jones faisaient auparavant partie du groupe de punk hardcore Implement, qui s'est séparé au moment de la pandémie de Covid-19 au Royaume-Uni. Très vite, Kerry commence à envoyer des idées de chansons à Massey-Hay et Jones. Cela aboutit à la première démo de Pest Control, enregistrée en septembre 2020 par Massey-Hay au chant, Joseph Kerry à la guitare et Jones à la batterie. La sortie de cette démo est suivie peu après par l'embauche du bassiste Jack Padurariu.
Le groupe commence à enregistrer son premier album en 2022. Pendant cette période, le groupe recrute le second guitariste Luke Schoonbeek pour l'enregistrement. Une fois l'enregistrement terminé, ils engagent le bassiste de Big Cheese Joe Sam Williams comme second guitariste permanent. Le 10 février 2023, le groupe sort officiellement son premier album, intitulé Don't Test the Pest<name="Idioteq, 2023"/>. En février 2023, ils font la première partie de la tournée de Kreator au Royaume-Uni, aux côtés de Municipal Waste. Le 11 août, ils sortent le single Enjoy the Show, accompagné d'un clip vidéo. Entre le 22 août et le 11 septembre, ils tournent au Royaume-Uni en première partie d'Obituary. Le 6 janvier 2024, le groupe joue à un concert de charité pour la salle Boom de Leeds, aux côtés de Higher Power, the Flex et Static Dress. Le 18 mai 2024, le groupe se produit au Desert Festival à Londres.
Le groupe est annoncé pour le Download Festival de juin 2024. Cependant, le 10 juin, quatre jours avant le festival, le groupe annonce qu'il avait annulé sa participation en raison du parrainage du festival par Barclaycard, lié au rôle d'Israël dans le conflit israélo-palestinien. Dans les heures qui suivent, Scowl, Zulu, Speed, Negative Frame, Overpower et Ithaca annulent également leur participation au festival,,. Au lieu de cela, Pest Control, Scowl, Speed et Zulu organisent dans les jours qui suivent une collecte de fonds pour la cause palestinienne, qui se tient au Centrala de Birmingham le 14 juin. Le spectacle était soutenu par Cauldren, Ikhras et Transistrre,. Le parrainage est retiré du festival le même jour, les négociations ayant été entamées par Enter Shikari.
Le 12 août 2024, le groupe sort le single Time Bomb, annonçant qu'il ferait partie de leur EP d'automne 2024 Year of the Pest.

## Style musical
Pest Control est catégorisé par les critiques comme un mélange de thrash metal,, et de punk hardcore, tout en utilisant également des éléments de death metal. Le style musical du groupe incorpore des riffs de guitare thrash metal serrés et groovy et des voix rauques et criées. Le groupe évite souvent les paroles politiques courantes dans le hardcore et le crossover thrash. Au lieu de cela, les paroles discutent de thèmes personnels et de santé mentale, souvent à travers des métaphores d'insectes et d'infestations
Ils citent des influences telles que Suicidal Tendencies, Anthrax, Crumbsuckers, Municipal Waste, Metallica, Testament et Ludichrist.

## Discographie

### Albums studio
- 2023 : Don't Test the Pest

### EP
- 2024 : Year of the Pest

### Démos
- 2020 : Demo 2020

### Singles
- Infestation/Rat Race
- Enjoy the Show
- Time Bomb